# Quattro ragazze sognano
4 ragazze sognano è un film del 1943 diretto da Guglielmo Giannini.
È l'ultimo dei quattro film diretti dal commediografo Giannini, che nel 1945 fonderà il movimento dell'Uomo Qualunque.

## Trama
Alla morte dello zio, la povera Ada si reca alle esequie in compagnia delle amiche Enrichetta, Carla e Giovanna, nella speranza di risolvere i suoi problemi economici.
Alla lettura del testamento il disonesto notaio dichiara falsamente che l'unico bene lasciato dallo zio è un lussuoso appartamento. In assenza di denaro contante egli trama per sottrarre alla legittima erede alcuni titoli di borsa.
Le ragazze però conoscono Al, un gangster dal cuore buono e dallo stomaco vuoto, che si adopera per smascherare il raggiratore: recuperata l'eredità, finalmente Al e Ada possono sposarsi legalmente e cominciare una nuova ed onesta vita insieme.

## Critica
"[...] Il tutto riesce a volte a divertire perché condotto con piacevole assurdità e condito di trovatine giustificate dall'ambientazione; giova molto la vivace interpretazione delle quattro fanciulle. [...] la dinoccolata macchietta che Paolo Stoppa fa del gangster. [...] Accorta e spigliata la regia di Guglielmo Giannini". (Vice, Il Giornale d'Italia, 3 ottobre 1943).

## Curiosità
- Il regista Guglielmo Giannini fa un cameo nel film, nella parte del sergente di polizia che interroga Paolo Stoppa.